# Jan Asselyn
Pour les articles homonymes, voir Asselyn, Asselijn et Asselin.
Jan Asselyn, Asselijn ou Asselin, né à Dieppe vers 1610 et mort à Amsterdam vers le 1er octobre 1652, est un peintre et dessinateur néerlandais (Provinces-Unies) du siècle d’or. Il fut actif également en Italie — où il se joignit aux Bamboccianti — et en France, et figure au nombre des peintres paysagistes néerlandais italianisants de la seconde génération.
Son tableau le plus connu est cependant une peinture animalière souvent perçue comme une allégorie : Le Cygne menacé.

## Biographie
Le lieu de naissance de Jan Asselyn n’est pas connu avec certitude : outre Dieppe, Utrecht et Cologne ont également été avancés. À partir de 1621 au plus tard, il réside à Amsterdam, où Jan Martszen le Jeune (en) le forme à l’art pictural. Esaias van de Velde (1587-1630) semble avoir été également au nombre de ses maîtres.
Son œuvre datée la plus ancienne remonte à 1634. Le 4 novembre 1635, il est toujours mentionné à Amsterdam comme témoin lors d’un baptême. C’est plus tard la même année qu’il commence à voyager, d’abord en France, puis en Italie, où il séjournera durant près d’une décennie. De 1635 à 1644 environ, il est actif à Rome. Il y devient membre des Bentvueghels où, une difformité à la main droite lui déformant tellement les doigts qu’il pouvait à peine tenir une palette, lui vaut le surnom de « Crabbetje » (« Petit Crabe »).
De 1644 à 1646, il vit de nouveau en France, d’abord à Lyon, où il se marie avec une Anversoise du nom d’Antoinette Huwaart (ou Houwaart), puis, à partir du 10 août 1646, à Paris où il travaille, avec d’autres peintres, dont Eustache Le Sueur et Herman Van Swanevelt, à la décoration de l’hôtel Lambert, ornant de paysages certains lambris de la « galerie de l’Amour ». Ces œuvres font aujourd’hui partie des collections du Louvre.
En avril et en juillet 1647, il est de nouveau mentionné à Amsterdam. Il s’y fixe comme peintre au 286 rue Singel dans une maison louée au maire Oetgens Antonie van Waveren, a Frederik de Moucheron pour élève et, un an plus tard, y fait baptiser un enfant à la Nieuwe Kerk. Il semble avoir eu Rembrandt pour ami. En mars 1651, Asselijn peint la percée de la digue Sint Antoniesdijk. Le 24 janvier 1652 il obtient ses lettres de bourgeoisie et peint, le 7 juillet, l’incendie du Paleis op de Dam. Le 28 septembre, il rédige son testament, et meurt quelques jours plus tard. Il est enterré le 3 octobre. Il était le frère ainé du dramaturge Thomas Asselijn.

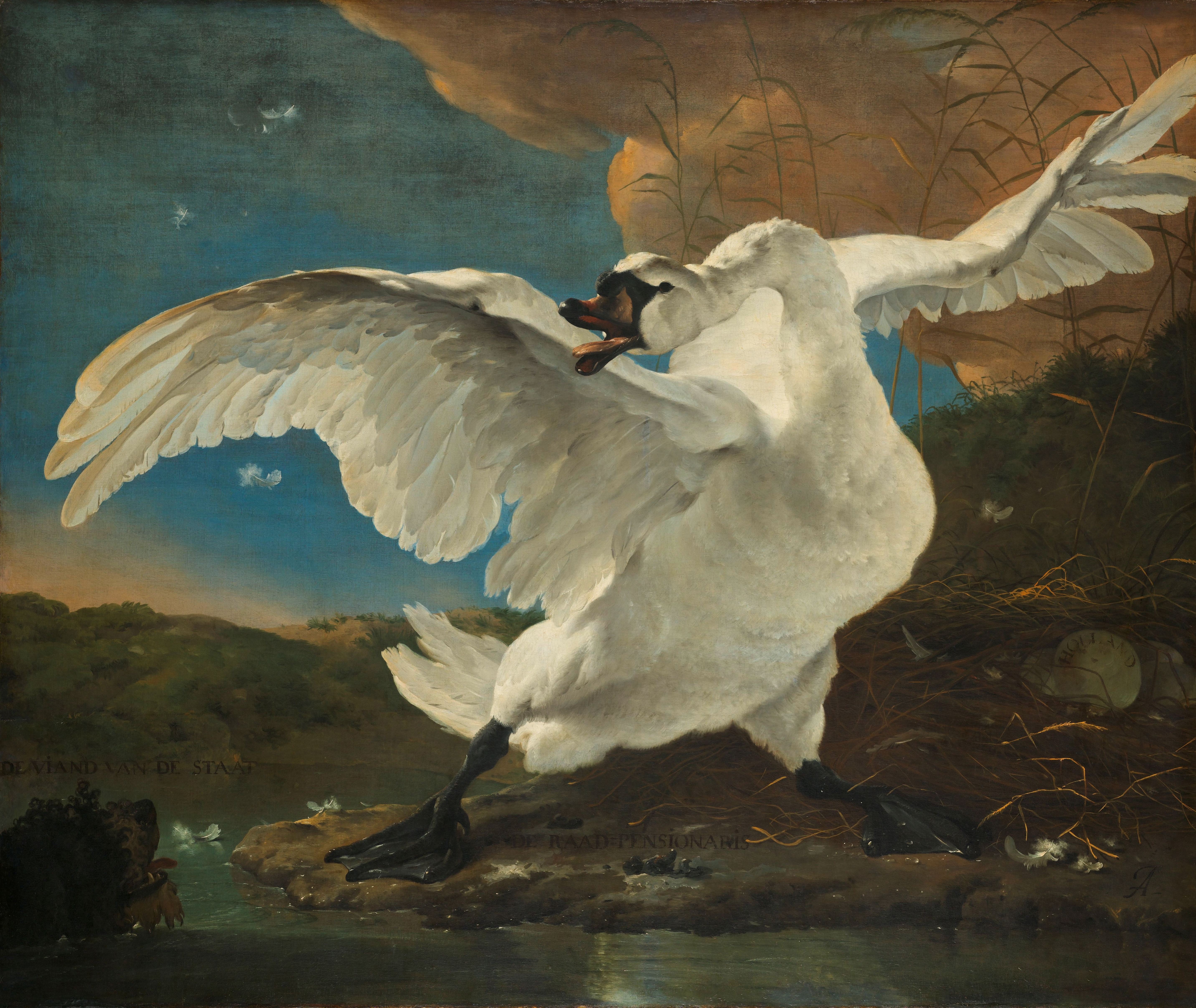
Le Cygne menacé, v.1640-1650 (Rijksmuseum, Amsterdam).

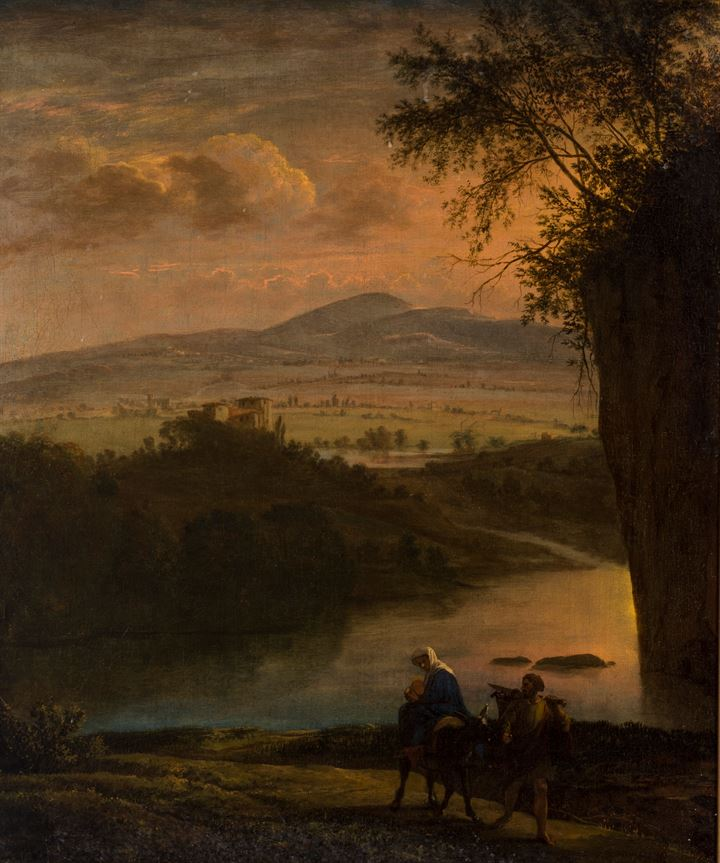
Fuite en Égypte, 1640

## Œuvre
On connaît d’Asselyn notamment des scènes de genre, des scènes de batailles, des marines, des paysages. Dans ces derniers, on peut déceler une influence de Claude Lorrain, tandis que ses tableaux de batailles ou d’histoire imitent Pieter Van Laer. D’un point de vue technique, la couleur d’Asselyn est claire et transparente, sa touche libre et ferme, sa lumière chaude.
Il a également peint des représentations d’animaux ; sa peinture que l’on considère comme la plus célèbre est Le Cygne menacé (De Bedreigde Zwaan, vers 1650), aujourd’hui conservée au Rijksmuseum d’Amsterdam. Le tableau, qui représente un cygne défendant son nid de façon agressive, est devenu par la suite un symbole de résistance nationale ; on ignore cependant si telle était l’intention de départ du peintre. On a pu, en particulier, y voir le symbole de Johan de Witt. Plusieurs inscriptions ont été ajoutées par les propriétaires ultérieurs de l’œuvre : « Holland » sur l’un des œufs et « de vijand van de staat » (« l’ennemi de l’État ») près du chien qui menace le nid. Certaines parties de l’œuvre sont traitées de façon moins réaliste que le cygne, comme les nuages bas, le chien, et les œufs qui manquent de relief.
Les tableaux d’Asselyn étaient très estimés à Amsterdam et plusieurs, dont Ruines sur l’eau, font partie des collections de musées de cette ville. Le musée du Louvre possède trois toiles provenant des lambris de l’hôtel Lambert.
Gabriel Perelle a par ailleurs réalisé une série de gravures d’après des œuvres d’Asselyn. Il est à noter que Mur de la ville en hiver, un tableau de Willem Schellinks, a longtemps été attribué à Asselyn, jusqu’à ce qu’une restauration en fasse apparaitre le monogramme original.

## Représentations
Rembrandt a gravé un portrait d’Asselyn et, Frans Hals a fait de lui, en 1650, un portrait aujourd’hui au Szépmüvészeti Múzeum de Budapest.

## Œuvres

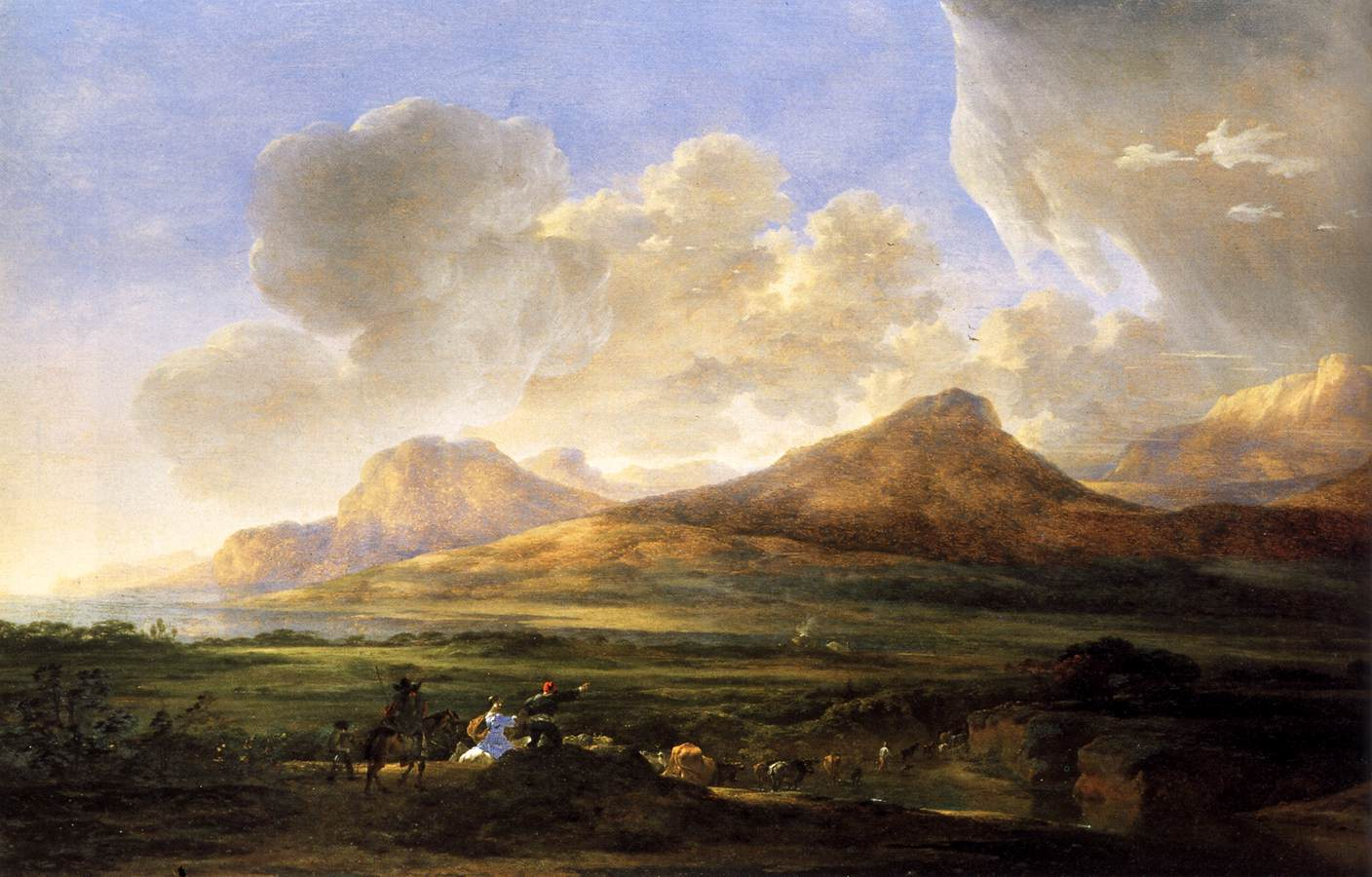
Bouviers itinérants
Académie de Vienne

- Large Fleuve avec pont à voûtes, vers 1630, Munich, Alte Pinakothek.
- Paysage avec une tour, huile sur toile de 72,3 × 42 cm provenant de l’hôtel Lambert, vers 1646, Paris, musée du Louvre, département des Peintures (inv. 984).
- Paysage avec un troupeau traversant une rivière, huile sur toile de 65,7 × 88,2 cm provenant de l’hôtel Lambert, vers 1646, Paris, musée du Louvre, département des Peintures (inv. 985).
- Ruine et Cabane de bergers, huile sur toile, 77,5 × 39,5 cm provenant de l’hôtel Lambert, vers 1646, Paris, musée du Louvre (inv. 986).
- Paysage de montagne avec bouviers itinérants, 1648-1650, huile sur panneau, 43 × 67 cm, Académie des Beaux-Arts de Vienne[11]
- Le Cygne menacé (vers 1650), huile, 144 × 171 cm, Rijksmuseum, Amsterdam[12]
- Paysage italien avec les ruines d’un pont romain et un aqueduc, huile sur toile, Amsterdam, Rijksmuseum.
- Ruines sur l’eau, huile sur panneau, 54,4 × 48 cm, date inconnue, Amsterdam, Rijksmuseum.
- Entrée d’un château, et vue d’un autre château, au loin, (attribution), Paris, musée du Louvre, département des Arts graphiques ;
- L’Arc de triomphe de Constantin, à Rome, Paris, musée du Louvre, département des Arts graphiques ;
- La Cour du château Valkhof, à Nimègue, Paris, musée du Louvre, département des Arts graphiques ;
- Le Temple de Vesta, à Tivoli, Paris, musée du Louvre, département des Arts graphiques ;
- Paysage au moulin à eau , Caen, musée des beaux-arts ;
- Paysage avec ruines , Rennes, musée des beaux-arts ;
- Paysage avec une tour, Paris, musée du Louvre, département des Peintures ;
- Une masure, Paris, musée du Louvre, département des Arts graphiques ;
- Paysage à la tour, Nantes, musée des beaux-arts
- Paysage avec chute d'eau (1640-1653), huile sur toile, 47 × 54 cm, Galerie Palatine, Palais Pitti, Florence[13]
- Le promontoire ou l'estuaire, huile sur toile, Gray (Haute-Saône), musée Baron-Martin.